# 524 г. пр.н.е.

## Събития

### В Азия

#### В Персийската империя
- Цар на Персийската (Ахеменидска) империя е Камбис II (530 – 522 г. пр.н.е.).[1]
- През тази година царят остава в покорения Египет.[2]

### В Европа

#### В Гърция
- В Гърция се провеждат 64-тe Олимпийски игри:
  - Победител в дисциплината бягане на разстояние един стадий става Менандър от Тесалия.[3]
  - Състезанието по борба при мъжете е спечелено от Милон от Кротоне за трети път след 532 г. пр.н.е. и 528 г. пр.н.е..[4]

##### В Атина
- Хипий и Хипарх са тирани. Милтиад е архонт през 524/3 г. пр.н.е.[5]

#### В Италия
- Куме побеждава етруски нашественици.[6]

## Родени
- Темистокъл, атински държавник и пълководец (умрял 459 г. пр.н.е.)